# جوانا فیلیپس-لین
جوانا فیلیپس-لین (انگلیسی: Joanna Phillips-Lane؛ زادهٔ ۱۹۵۸ میلادی) بازیگر اهل بریتانیا است.
از فیلم‌ها یا مجموعه‌های تلویزیونی که وی در آن‌ها نقش داشته‌است، می‌توان به پوآرو اشاره نمود.